# Milky Holmes Live Tour 2011 Autumn “To-gather!!!!” LIVE DVD
『Milky Holmes Live Tour 2011 Autumn “To-gather!!!!” LIVE DVD』（ミルキィホームズ・ライブツアー2011・オータムトゥギャザー・ライブディーブイディー）は、ミルキィホームズの2作目となるライブ映像作品。2012年4月25日にLantisからDVDが発売された。

## 概要
2011年9月10日から2011年10月22日まで行われたミルキィホームズライブツアー、その千秋楽に公演された神奈川県民ホールでの映像が収録されている。
また映像特典として、大阪・仙台・横浜での舞台裏やリハーサル映像なども収録された。

## 収録内容

### Disc1
1. 正解はひとつ!じゃない!!
歌：ミルキィホームズ
2. 恋の調査報告書
歌：ミルキィホームズ
3. MC-1
4. フレフレmy勇気!
歌：ミルキィホームズ
5. こちらミルキィホームズ!
歌：ミルキィホームズ
6. MC-2（橘田いずみ）
7. ヒミツの花園
歌：コーデリア・グラウカ（橘田いずみ）
8. ヒロイン探偵物語
歌：エルキュール・バートン（佐々木未来）
9. MC-3（佐々木未来）
10. DADADA☆はっく
歌：譲崎ネロ（徳井青空）
11. MC-4（徳井青空）
12. グッデイ・エブリデイ
歌：シャーロック・シェリンフォード（三森すずこ）
13. MC-5（三森すずこ）
14. ミルキィウェイであいましょう
歌：エルキュール・バートン（佐々木未来）＆コーデリア・グラウカ（橘田いずみ）
15. ふたりはトモダチ
歌：シャーロック・シェリンフォード（三森すずこ）＆譲崎ネロ（徳井青空）
16. MC-6（三森すずこ、徳井青空）
17. ドリーム脳内T.K.O!!!!
歌：ミルキィホームズ
18. 熱風海陸ブシロード～熱き咆哮～ (Euro version)
歌：ミルキィホームズ
19. それはTOYS☆
歌：シャーロック・シェリンフォード（三森すずこ）＆コーデリア・グラウカ（橘田いずみ）
20. ぎみぃみるきぃ
歌：譲崎ネロ（徳井青空）＆エルキュール・バートン（佐々木未来）
21. ショートドラマ
22. ミルキィ tea time
歌：ミルキィホームズ
23. いつだってサポーター!
歌：ミルキィホームズ
24. 手のひらのキセキ
歌：ミルキィホームズ

### Disc2
1. 雨上がりのミライ (ENCORE)
歌：ミルキィホームズ
2. 聞こえなくてもありがとう (ENCORE)
歌：ミルキィホームズ
3. MC-7
4. パーティーパーティー! (ENCORE)
歌：ミルキィホームズ
5. 映像特典（19:30）